# Шараповский сельский округ (Шатурский район)
Шараповский сельский округ — упразднённая административно-территориальная единица, существовавшая на территории Шатурского района Московской области в 1994—2004 годах.
Административным центром было село Шарапово.

## История

### 1918—1994 годы. Шараповский сельсовет
Шараповский сельсовет был образован после Октябрьской революции 1917 года в составе Шараповской волости Егорьевского уезда Рязанской губернии.
С 1922 года Шараповский сельсовет находился в составе Середниковской волости Егорьевского уезда Московской губернии.
В 1925 году в состав Шараповского сельсовета вошла территория упразднённых Спиринского (деревня Спирино) и Тюшинского сельсоветов (деревня Тюшино), но уже в 1926 году сельсоветы были вновь восстановлены.
На 1 января 1927 года в состав Шараповского сельсовета входило одно село Шарапово.
В ходе реформы административно-территориального деления СССР в 1929 году Шараповский сельсовет вошёл в состав Дмитровского района Орехово-Зуевского округа Московской области. В 1930 году округа были упразднены, а Дмитровский район переименован в Коробовский.
В 1929 году в Шараповский сельсовет включены деревни Алёшино и Антипино из Жабковского сельсовета Починковской волости.
В 1936 году в состав сельсовета вошла деревня Тюшино упразднённого Тюшинского сельсовета.
В 1952 году Шараповскому сельсовету передана деревня Новошино из упразднённого Новошинского сельсовета.
В 1954 году в сельсовет включена территория упразднённого Воровского сельсовета (деревни Ворово, Тупицыно и Спирино).
В 1959 году в Шараповский сельсовет переданы деревни Гора, Кузнецы, село Остров (Зачатье) и посёлок Саматиха упразднённого Ананьинского сельсовета.
3 июня 1959 года Коробовский район упразднён, а Шараповский сельсовет передан Шатурскому району.
В конце 1962 года в ходе реформы административно-территориального деления Шатурский район был упразднён, а его сельская территория (сельсоветы) включена в состав вновь образованного Егорьевского укрупнённого сельского района.
11 января 1965 года Егорьевский укрупненный сельский район был расформирован, а на его месте были восстановлены Егорьевский и Шатурский районы. Шараповский сельсовет вновь вошёл в состав Шатурского района.

### Шараповский сельский округ
В 1994 году в соответствии с новым положением о местном самоуправлении в Московской области Шараповский сельсовет был преобразован в Шараповский сельский округ.
В 1999 году в состав Шараповского сельского округа входило 1 село, 9 деревень и 2 посёлка: село Шарапово, деревни Алёшино, Антипино, Тюшино, Новошино, Ворово, Тупицыно, Спирино, Гора, Кузнецы, посёлки Саматиха и станции 32 км.
29 сентября 2004 года Шараповский сельский округ был упразднён, а его территория включена в состав Середниковского сельского округа.